# Футболна асоциация на Англия
Футболната асоциация на Англия (на английски: Football Association), известна и само като The FA, е главният орган, управляващ футбола в Англия, както и в Джърси, Гърнси и остров Ман. Сформирана е през 1863 година и е най-старата футболна асоциация в света. Базирана на стадион „Уембли“, тя отговаря за всички аспекти на играта в Англия, както и за всички клубове, било то професионални или аматьорски.
Всички професионални футболни клубове в Англия са членове на ФА. Тя отговаря за всички срещи на национално ниво, а за мачовете от местно ниво отговарят регионалните футболните асоциации на всяко графство. ФА отговаря също за женския национален отбор по футбол, отборите по футзал, както и за организирането на ФА Къп.
ФА има право да налага наказания на играчи, да отнема точки от актива на футболните клубове, както и да прави промени по правилата за участие в дадена лига.
Футболната асоциация на Англия е собственик на стадион „Уембли“ в Лондон, както и на Националния футболен център, който е пранирано да бъде завършен през 2010 година.
На местно ниво футболът в Англия се контролира от 43 местни футболни асоциации, като тези на Джърси, Гърнси и остров Ман са под егидата на ФА.
Йерархията от футболни дивизии в страната определя правилата и дейностите на клуба, като в това число влизат членството, жребия за определяне на срещите, регистрацията на клуба и други.

## История
Футболната асоциация на Англия е създадена на 26 октомври 1863 година след събрание на представителите на лондонски футболни отбори в кръчмата Freemasons Arms в Лондон. Приети били първите правила на играта, но въпреки това различните училища и колежи продължили да използват различни правила.
През 1848 година членове на университета в Кембридж създали първите правила на играта, наречени правилата на Кембридж. През 1857 г. група отбори от Северна Англия използва т.нар правила на Шефилд.
12 отбора от Лондон създали първите общоприети правила на футбола и се считали за основатели на ФА. Това са: Барнес, Сивил Сървис, Кръсейдърс, Форест ъф Лейтънстоун (по-късно известни като Дъ Уондърърс), No Names, Кристъл Палас, Блекхед, училичният отбор на Кенсингтън, Пирсивал Хаус, Сърбитън и училищният отбор на Блекхед. ФК Чартърхаус пратили своя капитан на срещата, но по-късно се отказват да се присъединят. Голяма част от тези отбори играят в съюза по ръгби. Друга част все още играят в аматьорските първенства.

## Турнири
Списък с турнирите, организирани от ФА на национално ниво.
- ФА Къп
- ФА Трофи
- ФА Вейс
- ФА Къп (Жени)
- ФА Премиър Къп (Жени)
- ФА Къп (младежи)
- ФА Съндей Къп
- ФА Каунти Къп (младежи)
- ФА Къмюнити Шийлд
- ФА Лийг Систем Къп
- ФА Футзал Къп